# Gary Lautenschlager
Gary Lautenschlager (* 17. November 1983 in München) ist ein ehemaliger deutscher American-Football-Spieler. Er spielte zuletzt für die Nürnberg Rams auf der Position des Quarterbacks.
Lautenschlager wuchs in München als Sohn des ehemaligen Football-Profis Martin Lautenschlager auf. Von Beginn seiner Laufbahn spielte für die Munich Cowboys. Von 1997 bis 2002 durchlief er dort alle Jugendmannschaften und wurde 2001 für die Bayerische Jugendauswahl nominiert. 2001 und 2002 wurde er Bayerischer Jugendmeister und im Jahr 2002 Vize-Europameister (European Junior Championships 2002, Glasgow).
Im Herren-Bereich stieg er mit den Munich Cowboys 2003 in die 2. Bundesliga und 2004 in die 1. Bundesliga auf. Dort gelang 2005 der Klassenerhalt. 2006 stieg das Team mit Lautenschlager ab und ein Jahr später wieder auf. Im Jahr 2008 gelang der Einzug in das Viertelfinale. 2009 sicherte man sich erst in der Relegationsrunde den Klassenerhalt. In der Saison 2010/2011 scheiterten die Munich Cowboys in der GFL im Viertelfinale gegen den späteren Vizemeister Kiel Baltic Hurricanes. Zur Saison 2012 wechselte Lautenschlager in die Noris zum Traditionsverein Nürnberg Rams und spielte dort in der 2. Bundesliga. Am Ende der Saison beendete er seine Karriere.
Im Jahr 2010 wurde Lautenschlager trotz einer Frakturverletzung erstmals in den erweiterten Kader der Nationalmannschaft berufen.
Der erste Einsatz folgte im März 2010 in einem Freundschaftsspiel gegen Italien. Dort wurde er zum wertvollsten Spieler (MVP) gewählt. Anschließend wurde er in den Kader der Nationalmannschaft für die American Football Weltmeisterschaft 2011 in Österreich berufen. Das deutsche Team beendete die Weltmeisterschaft mit einem 21:14-Sieg gegen Frankreich und belegte damit als beste europäische Mannschaft Platz 5.